# Inegalitatea Cauchy-Schwarz
În matematică Inegalitatea lui Cauchy-Schwarz, cunoscută și sub numele de Inegalitatea Cauchy, Inegalitatea Schwarz sau Inegalitatea Cauchy-Buniakovski-Schwarz este o inegalitate utilă întâlnită în mai multe situații. În algebra liniară ea se poate aplica vectorilor, în analiză se poate aplica seriilor infinite sau integrării produselor, iar în teoria probabilităților se poate aplica varianțelor și covarianțelor.
Inegalitatea pentru sume a fost publicată de Augustin Louis Cauchy în 1821 iar inegalitatea corespunzătoare pentru integrale a fost formulată inițial de Viktor Iakovlevici Buniakovski în 1859 și a fost redescoperită de Hermann Schwarz (de multe ori scris greșit "Schwartz") în anul (1888).

## Enunț
Pentru toți vectorii x și y ai unui spațiu cu produs scalar real sau complex, 
{\displaystyle \langle x,y\rangle ^{2}\leq \langle x,x\rangle \cdot \langle y,y\rangle ,}
unde {\displaystyle \langle \cdot ,\cdot \rangle } este produsul scalar. Echivalent, extrăgând rădăcină pătrată din ambele părți, și tratând produsul scalar al unui vector cu el însuși ca normă, inegalitatea se scrie ca
{\displaystyle |\langle x,y\rangle |\leq \|x\|\cdot \|y\|.\,}
Mai mult, egalitatea intervine dacă și numai dacă {\displaystyle x} și {\displaystyle y} sunt liniar dependenți (sau, în sens geometric, sunt paraleli) sau dacă unul din vectori este egal cu zero.
Dacă {\displaystyle x_{1},\cdots ,x_{n}\in \mathbb {C} } și {\displaystyle y_{1},\cdots ,y_{n}\in \mathbb {C} } sunt componentele lui {\displaystyle x} respectiv {\displaystyle y} în raport cu o bază ortonormată a lui {\displaystyle V}, inegalitatea poate fi reformulată mai explicit după cum urmează:
{\displaystyle |{\overline {x_{1}}}y_{1}+\cdots +{\overline {x_{n}}}y_{n}|^{2}\leq (|x_{1}|^{2}+\cdots +|x_{n}|^{2})(|y_{1}|^{2}+\cdots +|y_{n}|^{2}).}
Egalitatea are loc dacă și numai dacă fie {\displaystyle x=0}, fie există un scalar {\displaystyle \lambda } astfel încât
{\displaystyle y_{1}=\lambda x_{1},\ y_{2}=\lambda x_{2},\dots ,y_{n}=\lambda x_{n}.}
Cazul finit-dimensional al acestei inegalități pentru vectori reali a fost demonstrat de Cauchy în 1821, și în 1859, elevul lui Cauchy, V.Ia. Buniakovski a observat că mergând la limită se poate obține o formă integrală a inegalității lui Cauchy. Rezultatul general pentru un spațiu cu produs scalar a fost obținut de K.H.A. Schwarz în 1885.

## Demonstrație
Întrucât inegalitatea este evident adevărată în cazul y = 0, putem presupune că <y, y> este nenul. Fie {\displaystyle \lambda } un număr complex. Atunci,
{\displaystyle 0\leq \left\|x-\lambda y\right\|^{2}=\langle x-\lambda y,x-\lambda y\rangle =\langle x,x\rangle -{\bar {\lambda }}\langle x,y\rangle -\lambda \langle y,x\rangle +|\lambda |^{2}\langle y,y\rangle .}
Alegând
{\displaystyle \lambda =\langle x,y\rangle \cdot \langle y,y\rangle ^{-1}}
obținem
{\displaystyle 0\leq \langle x,x\rangle -|\langle x,y\rangle |^{2}\cdot \langle y,y\rangle ^{-1}}
ceea ce este adevărat dacă și numai dacă
{\displaystyle |\langle x,y\rangle |^{2}\leq \langle x,x\rangle \cdot \langle y,y\rangle }
sau echivalent:
{\displaystyle {\big |}\langle x,y\rangle {\big |}\leq \left\|x\right\|\left\|y\right\|,}
care este inegalitatea Cauchy-Schwarz.

## Cazuri speciale

### Rn
În spațiul euclidian Rn cu produsul scalar standard, inegalitatea Cauchy-Schwarz se scrie
{\displaystyle \left(\sum _{i=1}^{n}x_{i}y_{i}\right)^{2}\leq \left(\sum _{i=1}^{n}x_{i}^{2}\right)\left(\sum _{i=1}^{n}y_{i}^{2}\right).}
În acest caz special, demonstrația se poate face astfel: Fie funcția polinomială în z
{\displaystyle (x_{1}z+y_{1})^{2}+\cdots +(x_{n}z+y_{n})^{2}=0.}
Se observă că este o polinomială cuadratică și că discriminantul său nu este mai mare ca zero, pentru că nu are rădăcini (decât dacă sunt egale toate raporturile xi/yi), astfel avem
{\displaystyle \left(\sum (x_{i}\cdot y_{i})\right)^{2}-\sum {x_{i}^{2}}\cdot \sum {y_{i}^{2}}\leq 0}
care dă inegalitatea Cauchy-Schwarz.
O demonstrație echivalentă pentru Rn începe cu suma de mai jos.
Desfăcând parantezele, rezultă:
{\displaystyle \sum _{i=1}^{n}\sum _{j=1}^{n}\left(x_{i}y_{j}-x_{j}y_{i}\right)^{2}=\sum _{i=1}^{n}x_{i}^{2}\sum _{j=1}^{n}y_{j}^{2}+\sum _{j=1}^{n}x_{j}^{2}\sum _{i=1}^{n}y_{i}^{2}-2\sum _{i=1}^{n}x_{i}y_{i}\sum _{j=1}^{n}x_{j}y_{j}},
grupând termenii identici (deși sunt cu indici diferiți în sumă) rezultă:
{\displaystyle {\frac {1}{2}}\sum _{i=1}^{n}\sum _{j=1}^{n}\left(x_{i}y_{j}-x_{j}y_{i}\right)^{2}=\sum _{i=1}^{n}x_{i}^{2}\sum _{i=1}^{n}y_{i}^{2}-\left(\sum _{i=1}^{n}x_{i}y_{i}\right)^{2}.}
Deoarece partea stângă a ecuației este o sumă de pătrate de numere reale, ea este mai mare sau egală cu zero, deci:
{\displaystyle \sum _{i=1}^{n}x_{i}^{2}\sum _{i=1}^{n}y_{i}^{2}-\left(\sum _{i=1}^{n}x_{i}y_{i}\right)^{2}\geq 0} .
De asemenea, când n = 2 sau 3, produsul scalar este legat de unghiul între doi vectori și se poate vedea imediat egalitatea: 
{\displaystyle |x\cdot y|=\|x\|\|y\||\cos \theta |\leq \|x\|\|y\|.}
Mai mult, în acest caz inegalitatea Cauchy–Schwarz poate fi dedusă din egalitatea lui Lagrange. Pentru n = 3, egalitatea lui Lagrange ia forma
{\displaystyle \langle x,x\rangle \cdot \langle y,y\rangle =|\langle x,y\rangle |^{2}+|x\times y|^{2}}
de unde rezultă Cauchy-Schwarz.

### L2
Pentru spațiul cu produs scalar al funcțiilor integrabile la pătrat cu valori complexe, avem
{\displaystyle \left|\int f(x){\overline {g}}(x)\,dx\right|^{2}\leq \int \left|f(x)\right|^{2}\,dx\cdot \int \left|g(x)\right|^{2}\,dx.}
O generalizare a acesteia este inegalitatea Hölder.

## Utilizări
Inegalitatea triunghiului pentru produsul scalar este adesea demonstrată ca o consecință a inegalității Cauchy–Schwarz, după cum urmează: dați fiind vectorii x și y,
| {\displaystyle \\|x+y\\|^{2}} | {\displaystyle =\langle x+y,x+y\rangle }                                         |
|                               | {\displaystyle =\\|x\\|^{2}+\langle x,y\rangle +\langle y,x\rangle +\\|y\\|^{2}} |
|                               | {\displaystyle \leq \\|x\\|^{2}+2\|\langle x,y\rangle \|+\\|y\\|^{2}}            |
|                               | {\displaystyle \leq \\|x\\|^{2}+2\\|x\\|\\|y\\|+\\|y\\|^{2}}                     |
|                               | {\displaystyle =\left(\\|x\\|+\\|y\\|\right)^{2}}                                |
Extrăgând rădăcină pătrată, se obține inegalitatea triunghiului.
Inegalitatea Cauchy–Schwarz permite extinderea noțiunii de  "unghi între doi vectori" la orice spațiu cu produs scalar real, definind:
{\displaystyle \cos \theta _{xy}={\frac {\langle x,y\rangle }{\|x\|\|y\|}}}
Inegalitatea Cauchy–Schwarz demonstrează că această definiție este valabilă, arătând că partea din dreapta ia valori în intervalul {\displaystyle [-1,1]}, și justifică noțiunea că spațiile cu produs scalar real sunt doar generalizări ale spațiului euclidian.
Cauchy–Schwarz este folosită pentru a demonstra că produsul scalar este o funcție continuă față de topologia indusă de produsul scalar însuși.
Inegalitatea Cauchy–Schwarz este de regulă folosită pentru a demonstra inegalitatea lui Bessel.
Formularea generală a principiului incertitudinii al lui Heisenberg este derivată folosind inegalitatea Cauchy-Schwarz în spațiul cu produs scalar al funcțiilor de undă.